# Konståret 1976

## Händelser
- 21 juli – MoMA PS1 öppnar.
- Stiftelsen Riksutställningar verksamhet blir permanent.
- Prins Eugen-medaljen tilldelas Nisse Zetterberg, målare, Carl Nyrén, arkitekt, Sven Ljungberg, grafiker, och Sven Wiig Hansen, dansk konstnär.

## Verk
- Vito Acconci – The Red Tapes

## Priser och utmärkelser
- Villa Massimo: Anselm Kiefer

## Födda
- 21 juni - Lars Munck, dansk-svensk illustratör.
- okänt datum - Johan Patricny, svensk konstnär.
- okänt datum - Carl Hammoud, svensk konstnär.
- okänt datum - Henrik Dahlström, svensk konstnär.
- okänt datum - Tino Sehgal, tysk-brittisk konstnär verksam i Berlin.
- okänt datum - Alvaro Tapia, svensk illustratör med chilenskt ursprung.
- okänt datum - Staffan Gnosspelius, svensk illustratör.

## Avlidna
- 1 april – Max Ernst (född 1891), tysk konstnär.[1]
- 14 april – Lena Börjeson (född 1879), svensk skulptör.[1]
- 21 juni – Agda Holst (född 1886), svensk målare.
- 17 juli – Sture Svenson (född 1913), svensk konstnär.
- 10 augusti – Karl Schmidt-Rottluff (född 1884), tysk konstnär, expressionist.
- 8 oktober – Arne Jones (född 1914), svensk skulptör.[1]
- 27 november – Christian Berg (född 1893), svensk skulptör.[1]
- okänt datum – Gustav Alexanderson (född 1901), svensk konstnär

### Fotnoter
1. 1 2 3 4   Horisont 1976. Bertmarks